# 鲍咸恩
鲍咸恩（1861年—1910年）。浙江鄞县人，近代印刷出版业人物，商务印书馆的创办人之一。

## 生平
与鲍咸昌为兄弟。父亲鲍哲才，是上海清心堂的牧师。鲍哲才曾参与创办上海清心书院，鲍咸恩曾在此学校就读。与鲍咸昌、夏瑞芳、高凤池是同班同学，后来四人合伙创办了商务印书馆。
鲍咸恩因在学校学习过排印和印刷技术，起初在商务印书馆主要负责书籍印刷工作，并担任印刷所的所长，为印刷技术的专家。与鲍咸昌一起改进了印刷排印技术，大大提高了书籍印刷品相。任所长期间，在1900年，商务印书馆使用纸型印刷书籍，在1904年，商务印书馆使用著作权印花，均为中国印刷出版业的首次。
1910年，逝世于上海。